# Giedraičiai
Giedraičiai è una città del distretto di Molėtai, della contea di Utena, nell’est della Lituania. Secondo un censimento del 2011, la popolazione ammonta a 684 abitanti.
È a nord di 45 km dalla capitale Vilnius e si è sviluppata sul lago Kiementas.
Costituisce il centro principale dell’omonima seniūnija.

## Storia

### Le origini
La città, secondo una leggenda locale legata alla dinastia dei Polemonidi, fu fondata dal Duca Giedrius: così si giustificherebbe la prima menzione del centro abitato in atti ufficiali nel 1338 nell’ambito di un accordo di pace con i cavalieri teutonici. Per lungo tempo Giedraičiai è appartenuta ad una nobile famiglia locale di origine polacca, i Giedraitis.
Dal 1777 ha ospitato una scuola religiosa, trasformata poi in un liceo intitolato ad Antanas Jaroševičius, un pittore lituano. La scuola ospita inoltre una sala in cui è stato istituito un museo locale.
Nel 1410, fu eretta la chiesa di San Bartolomeo apostolo. Modificata nel 1809 in stile neoclassico dal vescovo della Samogizia Józef Giedroyć (in lituano Juozapas Giedraitis). Egli apparteneva alla sopraccitata famiglia dei Giedraitis. Nel 1838, dopo la sua morte e secondo quelle che erano le sue ultime volontà, il cuore di Giedroyć fu letteralmente inserito nelle mura cittadine. Si ha notizia della costruzione di una torre campanaria nella metà del XIX secolo. Interessante il suo disegno: le mura di pietra sono decorate con mattoncini rossi.

### La battaglia di Giedraičiai
Nel 1920, il centro abitato fu testimone della lotta tra polacchi e lituani; episodio fondamentale è l'ammutinamento di Żeligowski eseguito dall'omonimo generale. L'avanzata dell'esercito polacco fu arrestata proprio tra Giedraičiai e Širvintos all'inizio degli anni Venti. L'intervento della Società delle Nazioni favorì la cessazione delle ostilità, ma non delle mire di conquista sulla regione di Vilnius dei Paesi partecipanti alla guerra. Tale battaglia è stata vista in un'ottica differente dagli storiografi polacchi e quelli lituani, in quanto i primi asserirono che la sconfitta dell'armata polacca fosse avvenuta in una battaglia di rilievo secondario.

### Dagli anni Trenta ad oggi
Durante l'occupazione tedesca della Lituania avvenuta nel corso della seconda guerra mondiale, il 7 luglio 1941 fu ordinata un'esecuzione di massa di cittadini ebrei ad opera degli invasori in accordo con la polizia locale.
Oggi Giedraičiai commemora sia le vittime dell'Olocausto che le vittime del regime comunista, perdurato fino al 1991. Le decorazioni del monumento comprendono una spada e un corno, oltre al simbolo della città.

## Infrastrutture e trasporti
L’aero club di Molėtai (Codice aeroportuale ICAO: EYMO) è a 7 km a nord di Giedraičiai.

## Galleria d’immagini

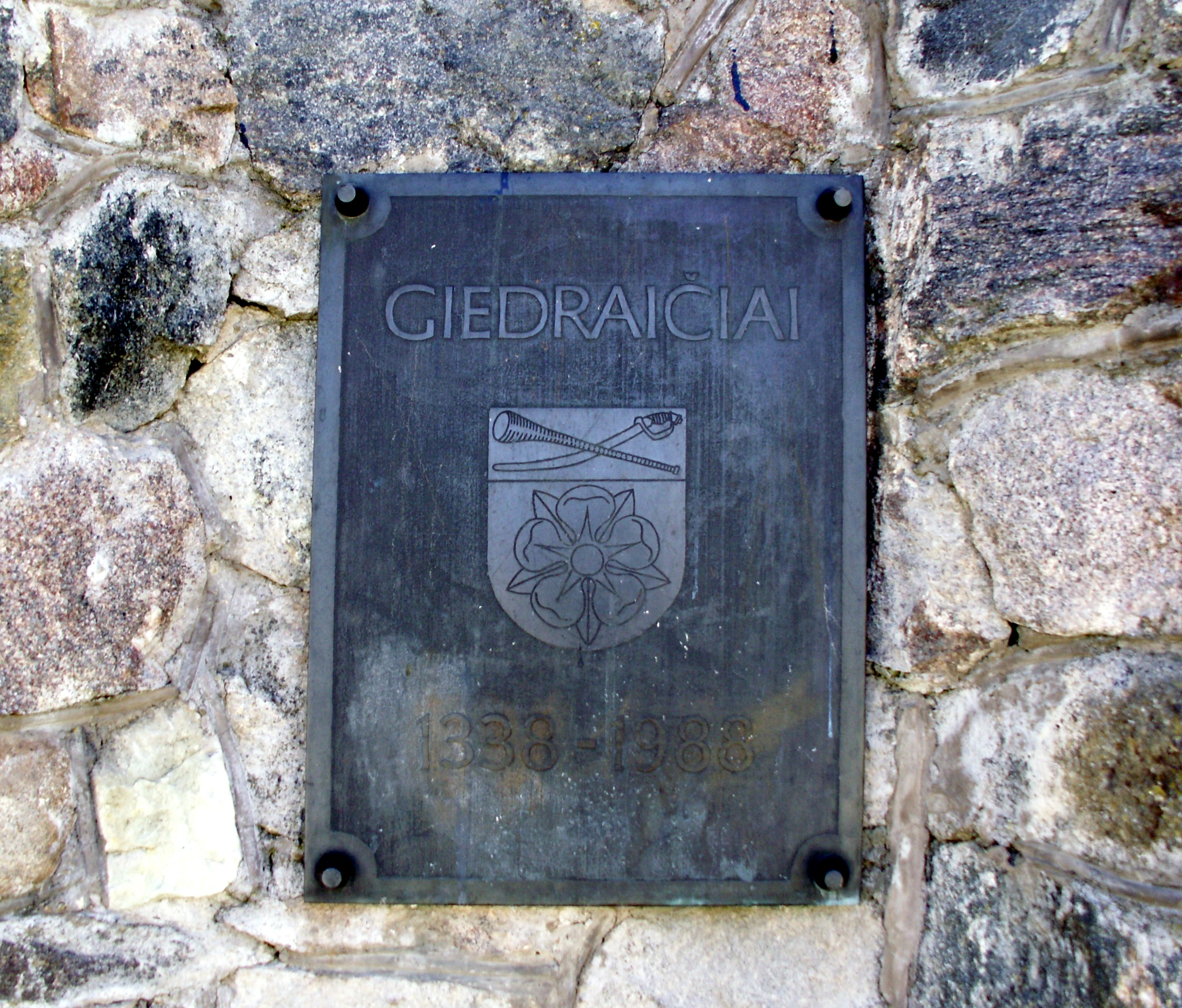
Lapide in memoria dei caduti di Giedraičiai
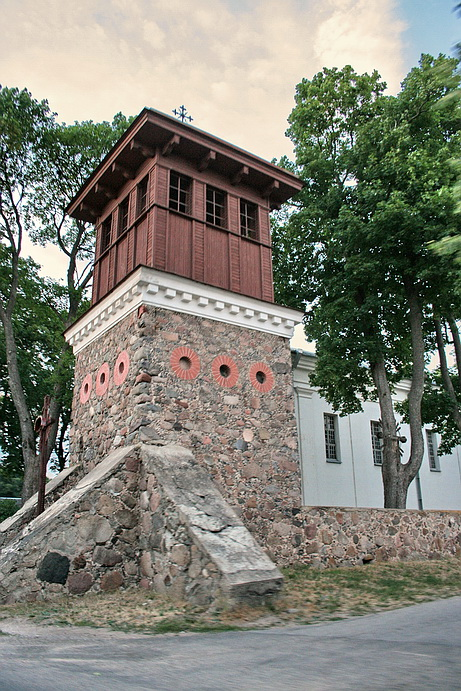
Torre campanaria della chiesa di San Bartolomeo
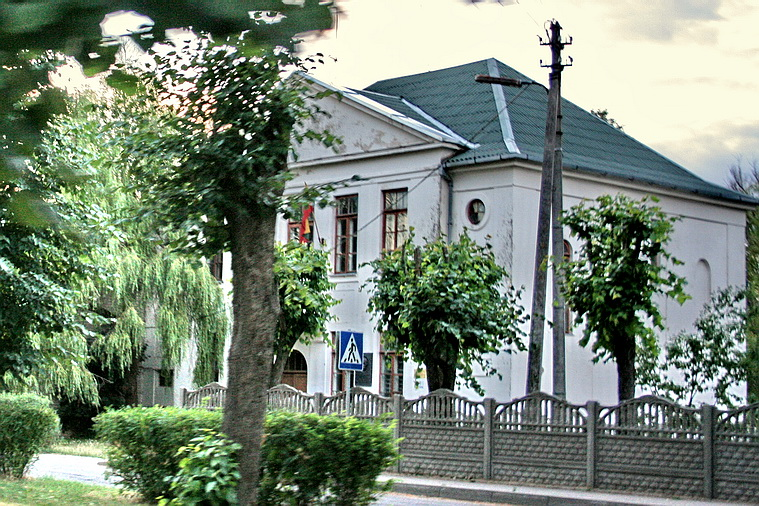
La vecchia scuola di Giedraičiai